# サラーフ・ジャディード
サラーフ・ジャディード（アラビア語:صلاح جديد ’Salah Jadid、1924年または 1926年 - 1993年8月19日）は、シリアの将軍で、アラブ社会主義バアス党の政治家である。1966年から1970年まではシリアの事実上の指導者であった。

## 若年期と政治キャリア
ジャディードは1926年に、湾岸のジャブラ市とラタキア市に近いドゥワイル・バアブダ村のアラウィー派の家庭に生まれた。1924年生まれという記録もある。ホムス士官学校で1946年、シリア軍に入隊した。シリア社会民族党の創設メンバーであったが、後にミシェル・アフラクやサラーフッディーン・アル＝ビータールが率いるアラブ社会主義バアス党に加入した。当初はアクラム・アル＝ホーラーニー派であった。シリア社会民族党にも近く、兄弟のガッサーンは主要メンバーであった。1950年代には再び転向し、エジプトのガマール・アブドゥル＝ナーセルに共感するアラブ民族運動のメンバーとなった。エジプトとのアラブ連合共和国へのシリアの加入を支持していた。
アラブ連合共和国時代は、エジプト・カイロに駐屯していた。しかし、1959年には他のバアス主義者とともに軍事委員会を結成した。軍事委員会の目的はアラブ連合共和国を存続させることであった。最初のメンバーは4名のみであり、他はハーフィズ・アル＝アサド、アブドルカリーム・アル＝ジュンディ、ムハンマド・ウムラーンであった。軍事委員会はシリアにおけるバアス運動の消滅を防ごうとした。委員会メンバーはアフラクがアラブ連合共和国時代にバアス党を衰退させたと非難した。1959年の第3回党大会ではアフラクの解党決定が支持されていたが、1960年の党大会では、ジャディードが当時知られていなかった軍事委員会の代表として参加し、決定を覆して党の再建を要求した。党大会ではアラブ連合共和国を内側から民主化させることでナーセルとの関係を強化することが決議された。党内のホーラーニー派はシリアの離脱を主張した。軍事委員会は目標を達成できず、1961年9月にアラブ連合共和国は解体した。解体後に大統領に就任したナーズィム・アル＝クドゥシーはジャディードや他の親ナーセル派を弾圧し、シリア軍から退役させた。

## シリアにおけるバアス党の指導者
ジャディードは民衆の前には現れなかった一方、第二書記として政権や軍の主要人物と関係を築いた。党議長で大統領・首相を務めたヌーレッディーン・アル＝アターシー、外務大臣イブラヒム・マホウス、国防大臣ハーフィズ・アル＝アサド、治安責任者カリーム・アル＝ジュンディなどと関係を築いた。アラウィー派が多く、数名は軍事関係者であった。また、全員がバアス党左派であった。
ジャディードの事実上の統治下において、シリアは社会主義陣営と親交を結び、イスラエルおよび「反動的」なアラブ諸国（特にサウジアラビア）に対して強硬路線をとった。アラブ諸国との軍事同盟よりもシオニストへの「人民戦争」運動を重視した。国内政策においては、シリア共産党員を閣僚にして社会主義的な改革を急激に進めようとした為、社会不安や経済的混乱をもたらしてのちにアサドら穏健派のクーデターの原因となった。一方で、反体制派は厳しく弾圧された。バアス党が議会から立法権を奪い、他の政党は禁止された。1967年に第三次中東戦争の敗北によってイスラエルにゴラン高原を占領されて以降は、民衆の支持も失っていった。
第三次中東戦争後、ジャディード派と、社会主義政策や国際関係についてより穏健な姿勢を取ることを求めるグループとの間で緊張が高まった。後者は、ジャディードの「冒険主義」に反対していた国防大臣のアサドのもとに結集した。彼らは、恒久憲法の制定による国内情勢の正常化、経済の自由化、非バアス党員との関係修復、ヨルダンやサウジアラビアなどの保守的なアラブ諸国との関係改善などを求めた。ジャディードはバアス党の文民組織に忠誠を保っていたが、アサドは徐々に軍への支配を確立した。1969年、アサドが複数のジャディード支持者を追放し、これ以降、ジャディードはシリア国内での影響力を失っていった。

## 失脚と死去
1970年、パレスチナ解放機構（PLO）とヨルダン軍の間で衝突が起きた（ヨルダン内戦）際、ジャディードはパレスチナ人部隊をPLO軍事部門のパレスチナ解放軍（PLA）メンバーとして送り込んで、PLOを支援させた。この行動はアサドらバアス党内の穏健派には支持されず、部隊は撤退した。このことが原因で、党内や軍内部でのジャディード派とアサド派の対立が激化した。シリア共産党はジャディード派を支持した。ソビエト連邦の駐シリア大使は対立に引き入れられた。アサドはソ連による干渉に怒り、ソ連を牽制するため、ムスタファ・タラースを北京に送り込み、武器を獲得させ、毛沢東語録を掲げさせた。1970年11月、ジャディードはアサドとタラースへの攻撃を試みたが、アサドは矯正運動を展開してジャディードを失脚させた。1970年11月13日、ジャディードは逮捕され、死去する直前までダマスカスの刑務所に入れられた。一方のアサドは2000年に死去するまで権力を保った。ジャディードは1993年8月19日、病院で心臓発作で死去した。

## 参照
1. 1 2  Seale 1990, p. 63.
2. ↑  Tucker & Roberts 2008, p. 535.
3. 1 2  Bulloch, John (1993年8月23日). “Obituary: Salah Jadid”. The Independent 2013年4月7日閲覧。
4. ↑  Moubayed 2006, pp. 259–260.
5. 1 2 3  Moubayed 2006, p. 260.
6. ↑  Seale 1990, pp. 61–62.
7. ↑  Seale 1990, p. 66.
8. ↑  Laqueur, Walter (1969). The Struggle for the Middle East: The Soviet Union and the Middle East, 1958-68. Routledge.  p. 88.
9. ↑  Robert Owen Freedman (1991). Moscow and the Middle East: Soviet policy since the invasion of Afghanistan. CUP Archive. p. 40. ISBN 0-521-35976-7 2010年6月28日閲覧。
10. ↑  “Salah Jadid, 63, Leader of Syria Deposed and Imprisoned by Assad”. The New York Times. (1993年8月24日) 2013年4月7日閲覧。